# Lista telefonów marki Huawei
Lista telefonów marki Huawei – lista wyprodukowanych telefonów komórkowych przez firmę Huawei. Modele wyprodukowane pod marką Huawei

## 2010
| model | wymiary (mm)      | masa  | maksymalny czas czuwania maksymalny czas rozmów | pasmo                                        | pamięć | aparat cyfrowy | dodatkowe informacje | źródło |
| ----- | ----------------- | ----- | ----------------------------------------------- | -------------------------------------------- | ------ | -------------- | -------------------- | ------ |
| U8300 | 94 x 64 x 11      | 104 g | 450 godz./ ?                                    | GSM 850/900/1800/1900 UMTS 850/900/1900/2100 | 512 MB | 3,15 Mpx       | QWERTY               | [ 1 ]  |
| U8500 | 112 x 58 x 12,8   | 115 g | 300 godz./ 350 godz.                            | GSM 850/900/1800/1900 UMTS 850/900/1900/2100 | 512 MB | 3 Mpx          | –                    | [ 2 ]  |
| U8510 | 110 x 56,5 x 11,2 | 104 g | 250 godz./ 300 godz                             | GSM 850/900/1800/1900 UMTS 900/2100          | 512 MB | 3 Mpx          | –                    | [ 3 ]  |

## 2011
| model | wymiary (mm)  | masa  | maksymalny czas czuwania maksymalny czas rozmów | procesor      | pamięć             | aparat cyfrowy | dodatkowe informacje | źródło |
| ----- | ------------- | ----- | ----------------------------------------------- | ------------- | ------------------ | -------------- | -------------------- | ------ |
| U8180 | 104 x 56 x 13 | 100 g | 336 godz./ ?                                    | Snapdragon S1 | 512 MB, 256 MB RAM | 3 Mpx          | –                    | [ 4 ]  |

## Modele wyprodukowane pod szyldem Huawei

### 2012
| model         | wymiary (mm)       | masa  | maksymalny czas czuwania maksymalny czas rozmów | procesor      | pamięć           | aparat cyfrowy | dodatkowe informacje | źródło |
| ------------- | ------------------ | ----- | ----------------------------------------------- | ------------- | ---------------- | -------------- | -------------------- | ------ |
| Ascend G300   | 122,5 x 63 x 10,5  | 140 g | 320 godz./ 350 godz.                            | Snapdragon S1 | 4 GB, 512 MB RAM | 5 Mpx          | –                    | [ 5 ]  |
| Ascend P1     | 127,4 x 64,8 x 7,7 | 110 g | ?                                               | Ti OMAP 4xxx  | 4 GB, 1GB RAM    | 8 Mpx          | -                    | [ 6 ]  |
| Ascend P1 LTE | 65,4 x 132,5 x 9,9 | 135 g | ?                                               | Snapdragon S4 | 4 GB, 1GB RAM    | 8 Mpx          | –                    | [ 7 ]  |

### 2013
| model       | wymiary (mm)        | masa  | maksymalny czas czuwania maksymalny czas rozmów | procesor         | pamięć            | aparat cyfrowy | dodatkowe informacje | źródło |
| ----------- | ------------------- | ----- | ----------------------------------------------- | ---------------- | ----------------- | -------------- | -------------------- | ------ |
| Ascend W1   | 63,7 x 124,5 x 10,5 | 130 g | 460 godz./ 470 godz.                            | Snapdragon 400   | 4 GB, 512MB RAM   | 5 Mpx          |                      | [ 8 ]  |
| Ascend G700 | 72,8 x 142,5 x 8,95 | 155 g | ?                                               | Mediatek MT6589  | 8 GB, 2GB RAM     | 8 Mpx          | –                    | [ 9 ]  |
| Ascend G525 | 128,7 × 65 × 9,7    | 155 g | 460 godz./ ?                                    | Snapdragon S4    | 4 GB, 1GB RAM     | 5 Mpx          | –                    | [ 10 ] |
| Ascend Y300 | 63,8 x 124,5 x 11,2 | 130 g | 320 godz./ 320 godz.                            | Snapdragon S4    | 4 GB, 512MB RAM   | 5 Mpx          | -                    | [ 11 ] |
| Ascend Y210 | 117 x 62 x 12,4     | 120 g | ? / 425 godz.                                   | Snapdragon S1    | 512 MB, 256MB RAM | 2 Mpx          | -                    | [ 12 ] |
| Ascend P2   | 66,7 x 136,2 x 8,4  | 122 g | ? / 310 godz.                                   | HiSilicon Hi3620 | 16 GB, 1GB RAM    | 13 Mpx         | -                    | [ 13 ] |
| Ascend G510 | 67 x 134 x 9,9      | 150 g | 320 godz./ 340 godz.                            | Snapdragon S4    | 4 GB, 512MB RAM   | 5 Mpx          | -                    | [ 14 ] |
| Ascend P6   | 65,5 x 132,7 x 6,2  | 120 g | 416 godz./ 315 godz.                            | HiSilicon Hi3620 | 8 GB, 2GB RAM     | 8 Mpx          | -                    | [ 15 ] |
| Ascend G526 | 67,5 x 134,5 x 9,9  | 150 g | 648 godz./ 336 godz.                            | Snapdragon 400   | 4 GB, 1GB RAM     | 5 Mpx          | -                    | [ 16 ] |

### 2014
| model            | wymiary (mm)          | masa  | maksymalny czas czuwania maksymalny czas rozmów | procesor            | pamięć                        | aparat cyfrowy | alternatywna nazwa                                   | źródło |
| ---------------- | --------------------- | ----- | ----------------------------------------------- | ------------------- | ----------------------------- | -------------- | ---------------------------------------------------- | ------ |
| Ascend Mate 2 4G | 161 x 84,7 x 9,5      | 202 g | ?                                               | Snapdragon 400      | 16 GB, 2GB RAM                | 13 Mpx         |                                                      | [ 17 ] |
| Ascend Y530      | 118 x 62,4 x 12       | 145 g | ?                                               | Snapdragon 200      | 4 GB, 512MB RAM               | 5 Mpx          | –                                                    | [ 18 ] |
| Ascend Y330      | 63,5 x 121,1 x 11,3   | 126 g | 320 godz./ ?                                    | Mediatek MT6572     | 4 GB, 512MB RAM               | 3 Mpx          | Y330-U01, Y330-U05                                   | [ 19 ] |
| Ascend Y630      | 71,7 x 143 x 7,8      | 160 g | ?                                               | Snapdragon 200      | 4 GB, 1GB RAM                 | 8 Mpx          | G630-U10                                             | [ 20 ] |
| Ascend Y620      | 143,00 x 72,30 x 7,90 | 170 g | ?                                               | Snapdragon 400      | 4 GB, 1GB RAM                 | 5 Mpx          | G620-UL01                                            | [ 21 ] |
| Ascend G6        | 65 x 130 x 7,5        | 115 g | ?                                               | Snapdragon 200      | 4 GB, 1GB RAM                 | 8 Mpx          | –                                                    | [ 22 ] |
| Ascend Y600      | 74,5 x 144,5 x 10,8   | 180 g | ?                                               | Mediatek MT6572     | 4 GB, 512MB RAM               | 5 Mpx          | Y600 Dual                                            | [ 23 ] |
| Ascend P7        | 68,8 x 139,8 x 6,5    | 124 g | ?                                               | HiSilicon Kirin 910 | wbudowana 16 GB RAM – 2 GB    | 13 Mpx         | Sophia, P7-L00, P7-L05, P7-L10                       | [ 24 ] |
| Ascend G7        | 77,3 x 153,5 x 7,6    | 165 g | 600 godz./ 600 godz.                            | Snapdragon 410      | wbudowana 16 GB RAM – 2 GB    | 13 Mpx         | G7-L01, G7-L03, G7-TL00, G7-UL10, G7-UL20, Ascend G7 | [ 25 ] |
| Ascend Mate 7    | 157 x 81 x 7,9        | 185 g | ?./ 648 godz.                                   | HiSilicon Kirin 925 | wbudowana 16/32 GB RAM – 2 GB | 13 Mpx         | Ascend Mate7, MT7-TL10                               | [ 26 ] |
| Ascend Y550      | 68 x 133 x 9,5        | 153 g | ?                                               | Snapdragon 410      | 4 GB, 1GB RAM                 | 5 Mpx          | -                                                    | [ 27 ] |
| Ascend G620S     | 72 x 142,9 x 8,5      | 160 g | ?                                               | Snapdragon 410      | 8 GB, 1GB RAM                 | 8 Mpx          | -                                                    | [ 28 ] |

### 2015
| model         | wymiary (mm)        | masa  | maksymalny czas czuwania maksymalny czas rozmów | procesor            | pamięć                            | aparat cyfrowy | alternatywna nazwa                                                                 | źródło |
| ------------- | ------------------- | ----- | ----------------------------------------------- | ------------------- | --------------------------------- | -------------- | ---------------------------------------------------------------------------------- | ------ |
| Ascend Y625   | 72,6 x 142 x 9,6    | 160 g | 310 godz./ 250 godz.                            | Snapdragon 200      | 4 GB, 1GB RAM                     | 8 Mpx          | U21                                                                                | [ 29 ] |
| P8            | 72,1 x 144,9 x 6,4  | 144 g | ?                                               | HiSilicon Kirin 930 | 16 GB, 3GB RAM                    | 13 Mpx         | GRA_L09, GRA_UL00, GRA-L09, GRA-UL00, P8 Dual                                      | [ 30 ] |
| P8 Lite       | 70,6 x 143 x 7,7    | 131 g | ? / 380 godz.                                   | HiSilicon Kirin 620 | wbudowana 16 GB RAM – 2 GB        | 13 Mpx         | P8Lite, ALE-L01, ALE-L02, ALE-L21, ALE-L23, ALE-UL00                               | [ 31 ] |
| Y635          | 144 x 72,9 x 10,2   | 178 g | 300 godz. / 300 godz.                           | Snapdragon 410      | 4 GB, 1GB RAM                     | 5 Mpx          | -                                                                                  | [ 32 ] |
| Y630          | 122,6 x 63,8 x 10,9 | 118 g | 280 godz. / 220 godz.                           | Mediatek MT6582     | 4 GB, 512 MB RAM                  | 5 Mpx          | Y3, Y3 Dual                                                                        | [ 33 ] |
| P8 MAX        | 93 x 182,7 x 6,8    | 228 g | ?                                               | HiSilicon Kirin 935 | wbudowana 16 GB RAM – 3 GB        | 13 Mpx         | P8 Max                                                                             | [ 34 ] |
| Ascend P8 MAX | 93 x 182,7 x 6,8    | 228 g | ?                                               | HiSilicon Kirin 935 | wbudowana 16 GB RAM – 3 GB        | 13 Mpx         | P8 Max                                                                             | [ 35 ] |
| Y6            | 72,1 x 143,5 x 8,5  | 155 g | ? / 300 godz.                                   | Snapdragon 210      | 8 GB, 1GB RAM                     | 8 Mpx          | SCL-L01, SCL-L04, SCC-U21, Honor 4A                                                | [ 36 ] |
| ShotX         | 71,2 x 141,6 x 7,8  | 160 g | ?                                               | Snapdragon 616      | wbudowana 16 GB RAM – 3 GB        | 13 Mpx         | ATH-AL00, ATH-CL00, ATH-TL00, ATH-UL00, Honor 7i, Athena                           | [ 37 ] |
| Nexus 6P      | 77,8 x 159,3 x 7,3  | 178 g | ? / 440 godz.                                   | Snapdragon 810      | wbudowana 128/32/64 GB RAM – 3 GB | 12 Mpx         | Google Nexus 6P, Angler, H1511, H1512                                              | [ 38 ] |
| GX8           | 76,5 x 152 x 7,5    | 167 g | ?                                               | Snapdragon 616      | wbudowana 16 GB RAM – 2 GB        | 13 Mpx         | RIO-L01, RIO-L02, GX8, RIO-L03, G8                                                 | [ 39 ] |
| Mate S        | 75,3 x 149,8 x 7,2  | 165 g | ?                                               | HiSilicon Kirin 935 | wbudowana 128/32/64 GB RAM – 3 GB | 13 Mpx         | CRR-L09, CRR-UL00, Mate S Premium (128 GB)                                         | [ 40 ] |
| Mate 8        | 80,6 x 157,1 x 7,9  | 185 g | ?                                               | HiSilicon Kirin 950 | wbudowana 32 GB RAM – 3 GB        | 16 Mpx         | Ascend Mate 8, Mate8, NXT-AL10, NXT-CL00, NXT-DL00, NXT-L09, NXT-TL00, Mate 8 Dual | [ 41 ] |
| GR3           | 71 x 143,5 x 7,6    | 135 g | ?                                               | Mediatek MT6753     | wbudowana 16 GB RAM – 2 GB        | 13 Mpx         | L01, L03, L13, L21, L22, L23, Enjoy 5s                                             | [ 42 ] |

### 2016
| model                 | wymiary (mm)        | masa  | maksymalny czas czuwania maksymalny czas rozmów | procesor            | pamięć                           | aparat cyfrowy | alternatywna nazwa                                                                                 | źródło |
| --------------------- | ------------------- | ----- | ----------------------------------------------- | ------------------- | -------------------------------- | -------------- | -------------------------------------------------------------------------------------------------- | ------ |
| P9                    | 70,9 x 145 x 6,95   | 144 g | ? ?                                             | HiSilicon Kirin 955 | wbudowana 32 GB RAM – 3 GB       | 12 & 12 Mpx    | EVA-L09, EVA-L19, P9 Dual, EVA-L29                                                                 | [ 43 ] |
| P9 Lite               | 72,6 x 146,8 x 7,5  | 147 g | ? ?                                             | HiSilicon Kirin 650 | wbudowana 16 GB RAM – 2 GB       | 13 Mpx         | VNS-L21, VNS-L22, VNS-L31, VNS-L53, G-9 Lite, Honor 8 Smart                                        | [ 44 ] |
| P9 Plus               | 75,3 x 152,3 x 6,98 | 162 g | ? ?                                             | HiSilicon Kirin 955 | wbudowana 64 GB RAM – 4 GB       | 12 Mpx         | VIE-L09                                                                                            | [ 45 ] |
| Y5 ll                 | 72 x 143,8 x 8,9    | 135 g | ?                                               | Mediatek MT6735     | wbudowana 8 GB RAM – 1 GB        | 8 Mpx          | Y560-U02, Y5 2, Honor 5, Honor Play 5, Honor 5 Play, Y5 II 4G                                      | [ 46 ] |
| Y3 ll                 | 134,2 x 66,7 x 9,9  | 150 g | ?                                               | Mediatek MT6735     | wbudowana 8 GB RAM – 1 GB        | 5 Mpx          | Huawei Y3 2, Y3-2-dual, Y3 II 4G, Y3 ii 4G, Y3II LTE, Y3 II LTE, LUA-L03, LUA-L13, LUA-L23, Y32 4g | [ 47 ] |
| Nova                  | 141,2 x 69,1 x 7,1  | 146 g | ?                                               | Snapdragon 625      | wbudowana 32 GB RAM – 3 GB       | 12 Mpx         | CAN-L03, CAN-L01, CAN-L11, CAN-L02, CAN-L12, CAN-L13                                               | [ 48 ] |
| Y6 ll                 | 77 x 154,3 x 8,45   | 168 g | ?                                               | HiSilicon Kirin 620 | wbudowana 16 GB RAM – 2 GB       | 13 Mpx         | CAM-L03, CAM-L21, CAM-L23, Huawei Y6 2, Honor Holly 3                                              | [ 49 ] |
| Nova Plus             | 151,8 x 75,7 x 7,3  | 160 g | ?                                               | Snapdragon 625      | wbudowana 32 GB RAM – 3 GB       | 16 Mpx         | -                                                                                                  | [ 50 ] |
| Mate 9 Porsche Design | 152 x 75 x 7,5      | 169 g | ?                                               | HiSilicon Kirin 960 | wbudowana 256 GB RAM – 6 GB      | 20 & 12 Mpx    | -                                                                                                  | [ 51 ] |
| Mate 9                | 156,9 x 78,9 x 7,9  | 190 g | ?                                               | HiSilicon Kirin 960 | wbudowana 64 GB RAM – 4 GB       | 20 Mpx         | -                                                                                                  | [ 52 ] |
| Mate 9 Pro            | 152 x 75 x 7,5      | 169 g | ?                                               | HiSilicon Kirin 960 | wbudowana 64/128 GB RAM – 4/6 GB | 20 & 12 Mpx    | -                                                                                                  | [ 53 ] |
| P8                    | ?                   | ?     | ?                                               | HiSilicon Kirin 655 | wbudowana 32/16 GB RAM – 3/4 GB  | 12 Mpx         | -                                                                                                  | [ 54 ] |

### 2017
| model    | wymiary (mm)     | masa  | maksymalny czas czuwania maksymalny czas rozmów | procesor            | pamięć                            | aparat cyfrowy | alternatywna nazwa                   | źródło |
| -------- | ---------------- | ----- | ----------------------------------------------- | ------------------- | --------------------------------- | -------------- | ------------------------------------ | ------ |
| P10 Plus | 153,5 x 74 x 7   | 165 g | ? ?                                             | HiSilicon Kirin 960 | wbudowana 64/128 GB RAM – 4/6 GB  | 20 & 12 Mpx    | VKY-AL00, VKY-L09, VKY-L29           | [ 55 ] |
| P10 Lite | 145,3 x 69,3 x 7 | 142 g | ? ?                                             | HiSilicon Kirin 655 | wbudowana 32 GB RAM – 4 GB        | 12 Mpx         | –                                    | [ 56 ] |
| P10      | 145,3 x 69,3 x 7 | 145 g | ? ?                                             | HiSilicon Kirin 960 | wbudowana 64/128/32 GB RAM – 4 GB | 20 & 12 Mpx    | VTR-AL00, VTR-TL00, VTR-L09, VTR-L29 | [ 57 ] |

### 2020
| model      | wymiary (mm)          | masa  | maksymalny czas czuwania maksymalny czas rozmów | procesor               | pamięć                      | aparat przedni aparat tylny | źródło |
| ---------- | --------------------- | ----- | ----------------------------------------------- | ---------------------- | --------------------------- | --------------------------- | ------ |
| P40 Pro    | 158,2 x 72,6 x 8,95   | 209 g | ? ?                                             | HiSilicon Kirin 990 5G | wbudowana 256 GB RAM – 8 GB | 32 Mpx 50 & 40 & 12 Mpx     | [ 58 ] |
| P40 Lite   | 159,2 × 76,3 x 8,7    | 183 g | ? ?                                             | HiSilicon Kirin 810    | wbudowana 128 GB RAM – 6 GB | 16 Mpx 48 & 8 & 2 & 2 & Mpx | [ 59 ] |
| P40 Lite E | 159,81 x 76,13 x 8,13 | 176 g | ? ?                                             | HiSilicon Kirin 710    | wbudowana 64 GB RAM – 4 GB  | 8 Mpx 48 & 8 & 2 Mpx        | [ 60 ] |